# سیارک ۱۱۳۳۲
سیارک ۱۱۳۳۲ (به انگلیسی: 11332 Jameswatt، نامگذاری:1996GO20) یازده هزار و سیصد و سی و دومین سیارک کشف شده‌است که در ۱۵ آوریل ۱۹۹۶ کشف شد.
قدر مطلق سیارک برابر ۱۴٫۳۰ است.